# Alan Do Marcolino
Fabrice-Alan Do Marcolino (* 19. März 2002 in Libreville) ist ein gabunischer Fußballspieler, der aktuell bei Stade Rennes in der Ligue 1 unter Vertrag steht und an die US Orléans ausgeliehen ist. Seit Juni 2022 ist er zudem gabunischer Nationalspieler.

## Karriere

### Verein
Do Marcolino begann seine fußballerische Karriere 2008 bei Foyer Trélazé, ehe er nur ein Jahr später zur US Laval wechselte. Im Sommer 2014 unterschrieb er beim Stadtrivalen Stade Laval. 2015 wechselte er in die Jugendakademie von Stade Rennes. In der Saison 2020/21 spielte er bereits dreimal für die drittklassige Zweitmannschaft. 2021/22 war er dort Stammspieler und traf in 22 Einsätzen bereits fünfmal. Im April 2022 unterschrieb er daraufhin seinen ersten Profivertrag bei Rennes. Nach weiteren Einsätzen und Toren im Zweitteam debütierte er am 1. Februar 2023 (21. Spieltag) für die Profimannschaft in der Ligue 1, als er bei einem 3:0-Sieg über Racing Straßburg spät eingewechselt wurde. Im Juli 2023 wurde der Spieler für eine Saison an die US Quevilly ausgeliehen. In der Folgesaison folgte eine Leihe zu US Orléans.

### Nationalmannschaft
Am 4. Juni 2022 debütierte Do Marcolino in der Afrika-Cup-Qualifikation nach später Einwechslung gegen die DR Kongo für die gabunische A-Nationalmannschaft. Im November desselben Jahres stand er in einem Freundschaftsspiel gegen den Niger in der Startelf und traf bei dem 3:1-Sieg zudem das erste Mal für sein Land.

## Familie
Do Marcolino ist der Sohn des früheren gabunischen Nationalspielers Fabrice Do Marcolino. Sein Onkel Arsène und sein Bruder Jonathan sind ebenfalls Fußballspieler.